# چن چینگچن
چن چینگچن (انگلیسی: Chen Qingchen؛ زادهٔ ۲۳ ژوئن ۱۹۹۷) بدمینتون‌باز زن اهل چین است.